# Pawtella
Pawtella är en ort i Australien. Den ligger i kommunen Southern Midlands och delstaten Tasmanien, i den sydöstra delen av landet, omkring 67 kilometer norr om delstatshuvudstaden Hobart.
Runt Pawtella är det mycket glesbefolkat, med 2 invånare per kvadratkilometer.. Närmaste större samhälle är Oatlands, omkring 11 kilometer väster om Pawtella. 
Trakten runt Pawtella består i huvudsak av gräsmarker. Genomsnittlig årsnederbörd är 596 millimeter. Den regnigaste månaden är november, med i genomsnitt 89 mm nederbörd, och den torraste är augusti, med 37 mm nederbörd.